# Siluck Saysanasy
Siluck Saysanasy (né le 30 janvier 1974 à Vientiane) est un acteur et assistant réalisateur lao-canadien surtout connu pour le rôle de Yick Yu dans la série télévisée Les Années collège.

## Biographie
Il apparaît pour la première fois à 11 ans dans le film Opération beurre de pinottes où il joue le rôle de Conrad. Il a ensuite un autre grand rôle comme Yick Yu dans Les Années collège de 1987 à 1991. Il apparaît dans School's Out. Il apparaît ensuite dans Cagney et Lacey en 1996.
Nous le perdons alors de vue jusqu'en 2002 où il retrouve son rôle de Yick Yu dans Degrassi : La Nouvelle Génération. Il fait ensuite quelques petites apparition télé dans Veritas: The Quest et Sue Thomas, l'œil du FBI.
À ce point, sa carrière d'acteur est en chute libre mais il se trouve un rôle derrière la caméra dans The Limb Salesman en tant qu'assistant réalisateur. En 2006, il fut l'un des assistants réalisateurs dans Man of the Year. Il fut aussi en 2007, l'un des assistants réalisateurs du film Hairspray. En 2007 il occupa le même rôle dans Mr. Magorium's Wonder Emporium. En 2008, il fut troisième assistant réalisateur dans The Love Guru, avec Mike Myers et Jessica Alba.

## Filmographie

### Comme acteur
- Opération beurre de pinottes (1985) : Connie
- Les Années collège
- Cagney et Lacey : (épisode True Convictions, 1996) : livreur